# Гамильтон, Гевин
Гевин Джон Гамильтон MC (англ. Gavin John Hamilton; 15 мая 1953, Харрогит — 10 июня 1982, Порт-Ховард) — британский военный, капитан Британской армии, участник Фолклендской войны. Командовал 19-м горным отрядом эскадрона D 22-го полка Особой воздушной службы (SAS), погиб в сражении на западе Фолклендских островов у мыса Мэни-Бранч. Посмертно награждён британским Военным крестом.

## Биография

### Довоенные годы
Уроженец Харрогита (Северный Йоркшир). Служил в Британской армии, в полку Зелёных ховардцев. Проходил службу на Кипре, в Белизе и Северной Ирландии. Направлен на Фолклендские острова после начала конфликта в составе 19-го горного отряда эскадрона D 22-го полка Особой воздушной службы (SAS).

### Фолклендская война

#### Южная Георгия и Пеббл
Капитан Гамильтон пережил две вертолётные катастрофы в ужасных погодных условиях на леднике Фортуна на острове Южная Георгия во время операции «Паракет», но через два дня повёл войска, которые захватили аргентинские позиции в посёлке Грютвикен и заставили капитулировать местный гарнизон. Возглавлял позднее войска в рейде на Пеббл, завершившемся уничтожением 11 самолётов FMA IA 58 Pucará и T-34 Mentor на авиабазе противника.

#### Стэнли
После высадки сухопутных войск британцев в местечке Сан-Карлос Гамильтон расположил свой эскадрон в 40 милях за линией фронта, чтобы вести наблюдение за основными оборонительными редутами аргентинцев в Порт-Стэнли. Благодаря его лидерству, храбрости и продуманным действиям в течение семи дней британские SAS проводили разведку, что в итоге помогло провести атаку на Порт-Стэнли. 27 мая британцами был сбит аргентинский зонд и захвачен позднее пленный, а следующей ночью стараниями Гамильтона была отбита атака аргентинцев. К 31 мая 42-й отряд коммандос морской пехоты укрепился на Фолклендских островах не без помощь SAS, а на следующий день Стэнли взял в плен пять аргентинских патрульных, трое из которых получили ранения в перестрелке.

#### Мыс Мэни-Бранч и гибель
5 июня 1982 Гевин Гамильтон возглавил наблюдательный патруль из 4 человек для разведки за линией фронта на острове Западный Фолкленд, в Порт-Ховарде. Находясь в 2500 метрах от аргентинских позиций, он передавал точные и детальные отчёты британцам. Однако на рассвете 10 июня Гамильтон и радист были окружены аргентинцами из 1-го отделения 60-й роты коммандос. Возможности вызвать подкрепление не было, и Гамильтон приказал своим людям идти в бой и прорываться через окружение. Он завязал перестрелку, привлекая к себе внимание и пытаясь спасти радиста от гибели или попадания в плен. В ходе перестрелки Гамильтон получил ранение в спину и дал знак связисту, что практически не может двигаться, но пообещал прикрывать того во время отхода. Гамильтон был смертельно ранен, но помог связисту уйти.

## Память
Аргентинцы похоронили павшего британца с воинскими почестями на кладбище Порт-Ховарда. Посмертно Гамильтон был награждён Военным крестом. Были слухи о том, что Гамильтон заслуживает Креста Виктории, но старшего по званию на месте события не было, поэтому представление к Кресту Виктории так и не состоялось.
В 2001 году командующий аргентинским патрулём первый лейтенант Хосе Мартиниано Дуарте встретился с Вики Гамильтон, женой Гевина, и выразил своё восхищение героизмом оперативника SAS. Командир гарнизона Порт-Ховарда, полковник Хуан Рамон Мабраганья после капитуляции Аргентины говорил, что никогда не видел более храброго человека, чем Гамильтон, и считал, что погибший британский десантник заслуживает соответствующей воинской награды.